# Raphaël Caucheteux
Raphaël Caucheteux (Montpellier, 9 de mayo de 1985) es un jugador de balonmano francés que juega de extremo izquierdo en el Saint-Raphaël VHB de la LNH. Es internacional con la selección de balonmano de Francia, con la que debutó en 2017, y siendo convocado para el Campeonato Europeo de Balonmano Masculino de 2018, donde ganó la medalla de bronce con su selección.
Es uno de los jugadores históricos del Saint-Raphaël VHB, del que es el máximo goleador de su historia.

## Palmarés

### Montpellier HB
- Liga de Francia de balonmano (5): 2002, 2003, 2004, 2005, 2006
- Copa de la Liga de balonmano (4): 2004, 2005, 2006, 2007
- Copa de Francia de balonmano (4): 2002, 2003, 2005, 2006
- Liga de Campeones de la EHF (1): 2003

## Clubes
- Montpellier HB (2001-2007)
- Saint-Raphaël VHB (2007- )